# 201 (Viña Bus)
El servicio 201 es un recorrido de buses urbanos de la ciudad de Gran Valparaíso. Opera entre el Sector Mirador De Reñaca pasando también por Santa Julia, Achupallas, Miraflores en la comuna de Viña Del Mar y el sector Aduana en la comuna de Valparaíso.
Forma parte de la Unidad 2 del sistema de buses urbanos de la ciudad de Gran Valparaíso, siendo operada por la empresa Viña Bus S.A.

## Zonas que sirve
|  | Viña Del Mar |
|  | Valparaíso   |

## Recorrido[1]
| - Viña Del Mar - Lonquimay - Las Antillas - Lago Puyehue - San Pedro De Atacama - Las Maravillas - Camilo Mori - Juan Francisco González - Claudio Arrau - Alejandro Flores Del Pinaud - San Pedro De Atacama - Lonquimay - De La Costa - Lago Villarrica - Los Pensamientos - Las Maravillas - Lago Peñuelas - Sau Sau - Av. Las Azucenas - Las Maravillas - Los Alieles - Dionisio Hernández - Las Camelias - El Rosedal - Av. Santa Julia - Rotonda Santa Julia - Av. Carlos Ibáñez Del Campo - Av. Eduardo Frei - Las Rejas - Lusitania - Pza. Miraflores - 1 Norte - Puente Lusitania - Limache - Viana - Av. España - Valparaíso - Av. España - Errazuriz - Plaza Aduana | - Valparaíso - Plaza Aduana - Errazuriz - Av. Brasil - Av. Argentina - Av. España - Viña Del Mar - Av. España - Álvarez - Viana - Puente Lusitania - 1 Norte - Pza. Miraflores - Lusitania - Las Rejas - Av. Eduardo Frei - Av. Carlos Ibáñez Del Campo - Av. Santa Julia - El Rosedal - Las Camelias - Dionisio Hernández - Los Alieles - Las Maravillas - Av. Las Azucenas - Sau Sau - Lago Peñuelas - Las Maravillas - Los Pensamientos - El Faro - Mar Del Sur - Lago Villarrica - De La Costa - Lonquimay - San Pedro De Atacama - Las Maravillas - Claudio Arrau - Juan Francisco González - Camilo Mori - Las Maravillas - San Pedro De Atacama - Lago Puyehue - Las Antillas - Lonquimay |